# トゥルゾー家

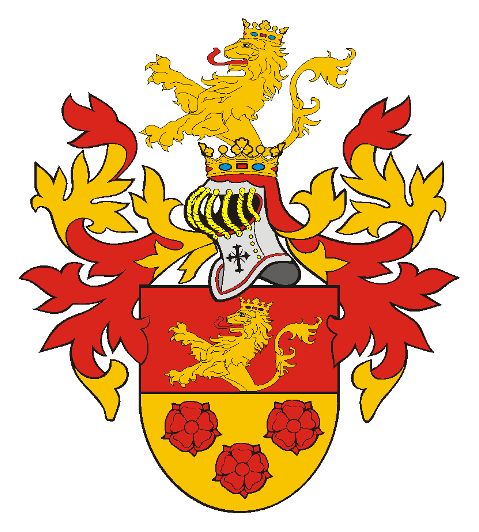
トゥルゾー家の紋章

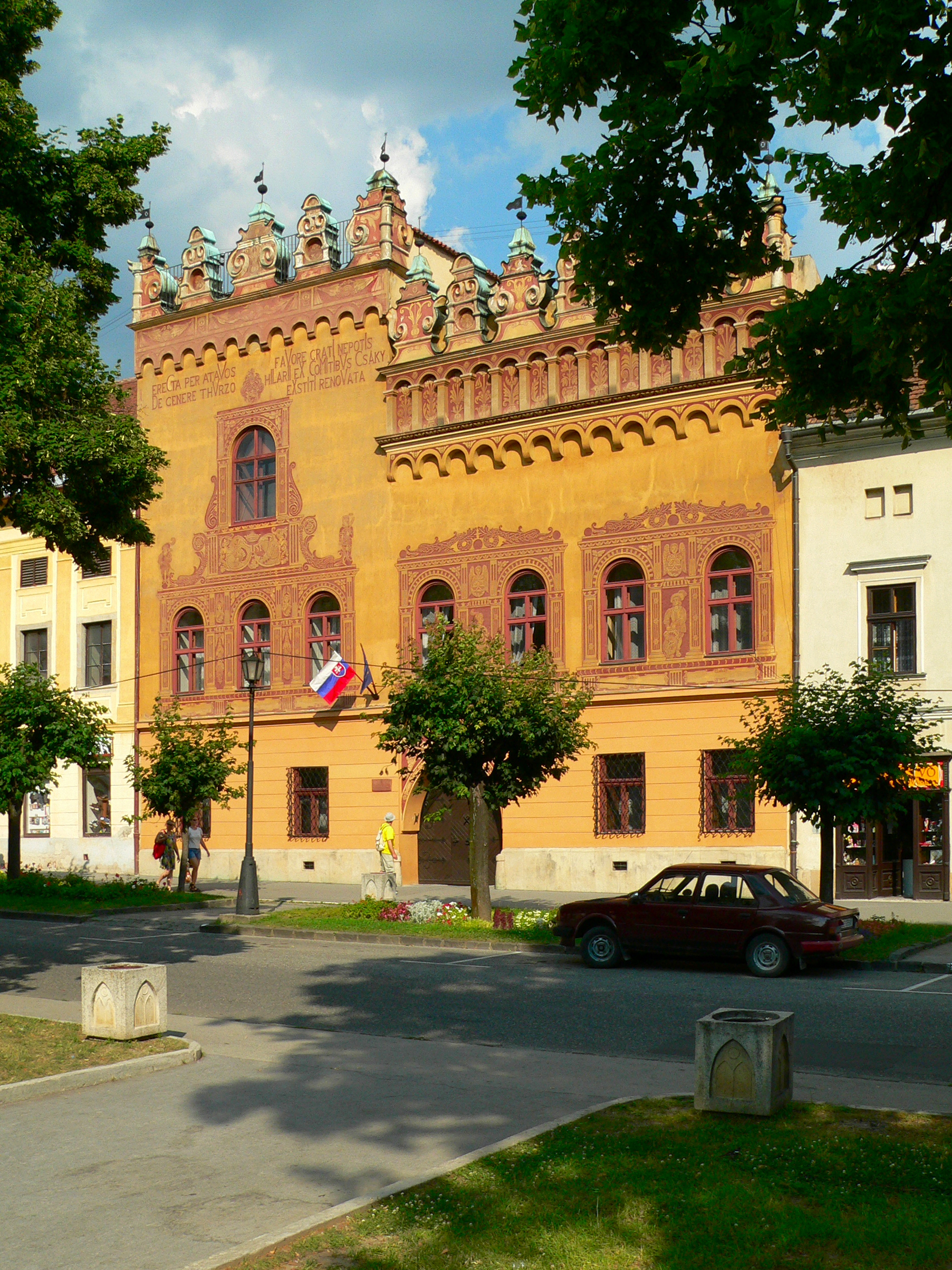
レヴォチャ市街のトゥルゾー宮殿

トゥルゾー・デ・ベトレンファルヴァ家（洪:Thurzó de Bethlenfalva）は、近世の中欧で栄えた裕福なハンガリー人実業家の家系。ドイツ語名はトゥルツォ・フォン・ベーテルスドルフ家（Thurzo von Bethelsdorf）。家名はベトレンファルヴァ（現在のスロヴァキア領コシツェ県ベトラノフツェ、Betlanovce）に由来する。

## 歴史
トゥルゾー家の名は、12世紀半ばのバイエルンの公文書に初めて登場する。同家は、ハンガリー王国領でありながら、1412年から1772年（の第1次ポーランド分割）までポーランド王国の抵当物件となっていた、ツィープス（スピシュ）地方の古い貴族の出であった。ジェルジ1世（1460年没）が1430年にベトレンファルヴァの領主となり、一族はほぼ同時期にレヴォチャに本拠を置いた。ジェルジ1世の息子のヤーノシュ1世（Thurzó János, 1437年 - 1508年）は1464年にポーランドの首都クラクフに移住し、翌1465年には市民権を取得、後には同市の市参事会員、市長にまで上り詰めている。
ジェルジ1世とその息子たちは、ヨーロッパの広い地域で銅、銀、鉛を扱う貿易業を展開した。同家はスロヴァキア、トランシルヴァニア、ボヘミア、シレジアなどで自ら採掘業を経営した。彼らの経営する鉱山には、「トゥルゾー」の家名が付けられた。
トゥルゾー家の財務・経営上のパートナーとなったのは、同じクラクフの市参事会員、とりわけアウクスブルクを本拠とするフッガー家であった。トゥルゾー家はフッガー家との協力関係を深め、二家の間の縁組を通じて同族経営企業の関係を築いた。トゥルゾー家は1495年、ヤーコプ・フッガー（Jakob Fugger）と共同で「ハンガリー貿易会社（Ungarische Handel）」を設立し、1526年までハンガリーの銅山・銀山、ドナウ川流域での貿易業を支配した。トゥルゾー財閥の現出した商業帝国はヨーロッパ大陸の西半にまで勢力を伸ばし、同家はヨーロッパ最大の富豪と言われた。
トゥルゾー家は一時的にナジバーニャ（フラウエンバッハ、現在のバイア・マーレ）、ベステルツェバーニャ（ノイゾール、現在のバンスカー・ビストリツァ）、クッテンベルク（現在のクトナー・ホラ）の諸都市を経済的に支配していたほか、下シレジアのライヒェンシュタイン山地（現在のズウォテ山地）一帯をも勢力圏に置いていた。
ヤーノシュ1世の息子たち、ジェルジ3世（Thurzó György, 1467年 - 1521年）とエレク（Thurzó Elek, 1490年頃 - 1543年）は、自家の商業帝国をマウォポルスカ地方にまで拡げ、一時は上シレジアのプシュチナ（プレス）公爵領を購入し、ポーランド王家の宮廷と密接に結びついた。トゥルゾー家は文芸の有力なパトロンとして、人文主義思想と深い関わりを持ってもいた。
クラクフの市民層のポーランド化が顕著になると、トゥルゾー家は故国であるハンガリーに本拠を戻すことになった。1525年以後は、フッガー家との企業同盟を解消したせいで、トゥルゾー家の会社の業績は悪化の一途をたどった。くわえて、1526年のモハーチの戦い以後はオスマン帝国が現在のハンガリーの大部分を勢力下に置いたため、トゥルゾー家の没落は決定的となった。同家の家系は17世紀前半には途絶えた。
トゥルゾー家の紋章は上部に獅子を、下部にバラの花を配する形になっている。この紋章は、トゥルゾー家と同じくシレジアの鉱山財閥から成り上がったヘンケル・フォン・ドナースマルク家のそれと非常に類似している。